# Bernard B. Ray
Bernard B. Ray (né le 18 novembre 1895 à Moscou, en Russie et mort le 10 décembre 1964 à Los Angeles) est un réalisateur, producteur de cinéma, scénariste, monteur et directeur de la photographie américain.

## Filmographie

### Comme réalisateur
- 1925 : North of Nome (en)
- 1931 : West of the Rockies (en)
- 1934 : Potluck Pards
- 1934 : Nevada Cyclone
- 1934 : Mystery Ranch (en)
- 1934 : Rawhide Mail (en)
- 1934 : West on Parade
- 1935 : L'Épreuve (en) (The Test)
- 1935 : Loser's End (en)
- 1935 : Coyote Trails (en)
- 1935 : Kentucky Blue Streak (en)
- 1935 : Silent Valley (en)
- 1935 : Le Talisman sauveur (en) (The Silver Bullet)
- 1935 : Now or Never (en)
- 1935 : Rio Rattler (en)
- 1935 : Never Too Late (en)
- 1935 : Midnight Phantom (en)
- 1935 : Suicide Squad (en)
- 1935 : Texas Jack (en)
- 1936 : The Reckless Way (en)
- 1936 : La Última cita
- 1936 : El Crimen de media noche avec Jesús Topete
- 1936 : The Millionaire Kid (en)
- 1936 : Caryl of the Mountains (en)
- 1936 : Roamin' Wild (en)
- 1936 : The Speed Reporter (en)
- 1936 : Ambush Valley (en)
- 1936 : Vengeance of Rannah (en)
- 1937 : Santa Fe Rides (en)
- 1937 : The Silver Trail (en)
- 1938 : It's All in Your Mind (en)
- 1939 : Fangs of the Wild (en)
- 1939 : Smoky Trails (en)
- 1940 : Broken Strings (en)
- 1941 : Dangerous Lady (en)
- 1941 : Law of the Timber (en)
- 1942 : Too Many Women (en)
- 1942 : House of Errors (en)
- 1947 : Buffalo Bill Rides Again (en)
- 1947 : Hollywood Barn Dance (en)
- 1950 : Timber Fury (en)
- 1952 : Buffalo Bill in Tomahawk Territory (en)
- 1954 : Movie Stuntmen
- 1960 : Spring Affair

### Comme producteur
- 1933 : The Mystic Hour (en) de Melville De Lay
- 1933 : Girl Trouble de  Harold D. Schuster
- 1934 : Potluck Pards
- 1934 : Ridin' Thru (en) de Harry S. Webb
- 1934 : Nevada Cyclone
- 1934 : Romance Revier
- 1934 :  Mystery Ranch (en)
- 1934 : Arizona Nights  de Bennett Cohen
- 1934 : Rawhide Mail (en)
- 1934 : Fighting Hero de Harry S. Webb
- 1934 : Ridin' Gents
- 1934 : West on Parade
- 1934 : Terror of the Plains de Harry S. Webb
- 1935 : L'Épreuve (en) (The Test)
- 1935 : The Live Wire
- 1935 : Qui s'y frotte s'y pique (The Cactus Kid)
- 1935 : The Unconquered Bandit (en) de Harry S. Webb
- 1935 : Loser's End (en) de Harry S. Webb
- 1935 : North of Arizona (en) de Harry S. Webb
- 1935 : Coyote Trails (en)
- 1935 : Wolf Riders (en)  de Harry S. Webb
- 1935 : The Fighting Pilot (en) de Noel M. Smith
- 1935 : Tracy Rides (en) de Harry S. Webb
- 1935 : Born to Battle de Harry S. Webb
- 1935 :  Silent Valley (en)
- 1935 : Le Talisman sauveur (en) (The Silver Bullet)
- 1935 : The Laramie Kid (en) de Harry S. Webb
- 1935 : Now or Never (en)
- 1935 : Rio Rattler (en)
- 1935 : Midnight Phantom (en)
- 1935 : Trigger Tom (en)  de Harry S. Webb
- 1935 : Texas Jack (en)
- 1935 : Skull and Crown d'Elmer Clifton
- 1936 : Step on It (en) de Harry S. Webb
- 1936 : Fast Bullets (en)  de Harry S. Webb
- 1936 : El Crimen de media noche
- 1936 : Ridin' On (en) d'Ira Webb
- 1936 : The Millionaire Kid (en)
- 1936 :  Caryl of the Mountains (en)
- 1936 : Roamin' Wild (en)
- 1936 : The Speed Reporter (en)
- 1936 : Pinto Rustlers
- 1936 : Santa Fe Bound
- 1936 : Ambush Valley (en)
- 1936 : Vengeance of Rannah (en)
- 1937 : Santa Fe Rides (en)
- 1937 : The Silver Trail (en)
- 1938 : It's All in Your Mind (en)
- 1939 : Smoky Trails (en)
- 1939 : Law of the Wolf (en)
- 1939 : The Pal from Texas
- 1941 : Dangerous Lady (en)
- 1941 : Law of the Timber (en)
- 1942 : Too Many Women
- 1942 : House of Errors (en)
- 1950 : Timber Fury (en)
- 1952 : Buffalo Bill in Tomahawk Territory (en)
- 1954 : Movie Stuntmen
- 1960 : Spring Affair

### Comme scénariste
- 1935 : Rip Roaring Riley
- 1936 : The Reckless Way
- 1938 : It's All in Your Mind (en)
- 1939 : In Old Montana (en)
- 1960 : Spring Affair

### Comme monteur
- 1926 : Lightning Hutch
- 1928 : Bitter Sweets
- 1931 : Women Men Marry

### Comme directeur de la photographie
- 1931 : A Private Scandal
- 1933 : The Mystic Hour